# Solon Borland

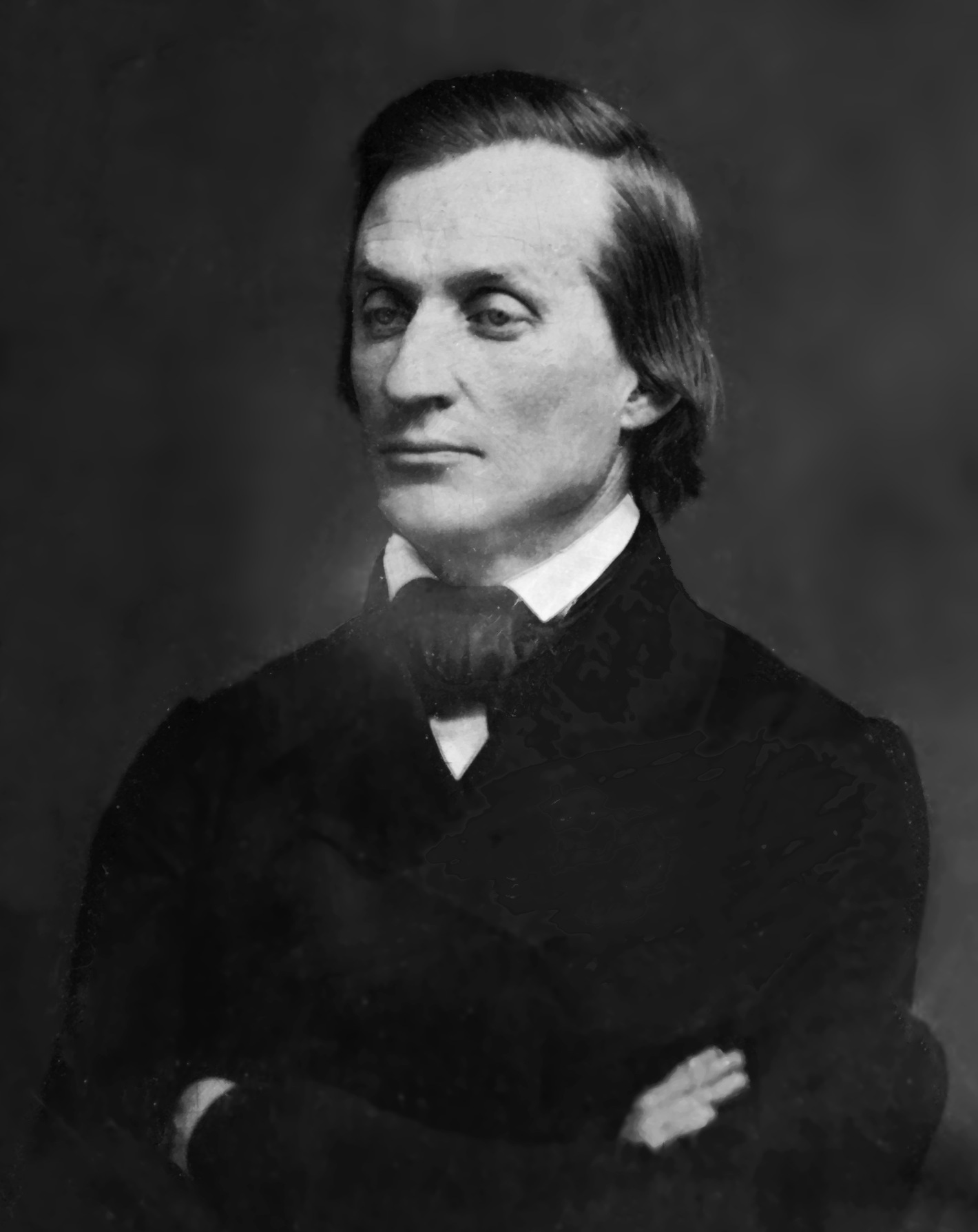
Solon Borland

Solon Borland (* 21. September 1808 in Suffolk, Virginia; † 1. Januar 1864 in Houston, Texas) war ein US-amerikanischer Diplomat, General und Politiker der Demokratischen Partei. Von 1848 bis 1853 saß er für den US-Bundesstaat Arkansas im US-Senat.

## Frühe Jahre
Borland wurde in Suffolk geboren. Noch im Kindesalter zog er mit seinen Eltern nach North Carolina, wo er die Schulen besuchte. Später studierte er Medizin und eröffnete eine Praxis. Borland war dreimal verheiratet, zunächst von 1831 bis 1837 mit Hildah Wright und von 1839 bis 1842 mit Eliza Buck Hart. Nach deren Tod zog er nach Little Rock in Arkansas. Dort eröffnete er erneut eine Arztpraxis, gründete eine Tageszeitung und heiratete 1845 Mary Isabel Melbourne. Aus den drei Ehen stammten insgesamt fünf Kinder.

## Mexikanisch-Amerikanischer Krieg
Im Mexikanisch-Amerikanischen Krieg diente er als Major. Im Januar 1847 wurde er in mexikanische Gefangenschaft genommen. Er konnte schließlich aus der Gefangenschaft entkommen Sein Regiment wurde daraufhin aufgelöst und im Juni 1847 wurde er aus der Armee entlassen, blieb aber weiterhin als freiwilliger bei der Armee. Er war bis 1849 Aide-de-camp von General William J. Worth.

## Politisches Wirken
Nach dem Rücktritt von Ambrose Hundley Sevier wurde Borland als sein Nachfolger in den US-Senat entsandt. Er vertrat klar Südstaatenansichten und machte sich damit im Senat keine Freunde. Mit Senator Henry S. Foote kam es sogar zu einer tätlichen Auseinandersetzung. 1853 erklärte er dann seinen Rücktritt. Anschließend war er bis 1854 Gesandter der Vereinigten Staaten in Nicaragua. Nach seiner Abberufung kehrte er nach Little Rock zurück. Er war wieder in seiner Arztpraxis tätig und eröffnete zudem eine Apotheke.

## Wirken im Sezessionskrieg, letzte Jahre und Tod
Zu Beginn des Sezessionskrieges wurde Borland von Gouverneur Henry Massey Rector zum Kommandeur der staatlichen Miliz ernannt. Er befahl, Fort Smith zu besetzen, obwohl Arkansas zu diesem Zeitpunkt die Union noch nicht verlassen hatte. Bei der Ankunft von Borlands Truppen waren die Truppen der Nordstaaten bereits abgezogen, sie konnten Fort Smith ohne Waffengewalt besetzen. Bei der Arkansas Secession convention wurde er als Kommandeur abgesetzt, konnte jedoch einen Posten im Nordosten Arkansas besetzen.
Fortan rekrutierte er für die Armee der Konföderierten Staaten Soldaten, unter anderem auch seinen Sohn aus dritter Ehe, der erst 16 Jahre alt war und später auf dem Schlachtfeld fiel. Während der Kampfhandlungen verließ er nie Arkansas. In 1862 schied er aus der Armee aus, da er mit Gouverneur Rector unüberbrückbare persönliche Differenzen hatte. Er zog daraufhin nach Texas, wo er 1864 in Houston verstarb. Er wurde auf dem Mount Holly Cemetery in Little Rock begraben.